# Mesophyllumaceae
Mesophyllumaceae, porodica crvenih algi, dio reda Hapalidiales. Postoji šest priznatih rodova i 39 vrsta

## Rodovi
1. Capensia Athanasiadis, 1
2. Carlskottsbergia Athanasiadis, 1
3. Clathromorphum Foslie, 7
4. Kvaleya Adey & Sperapani, 1
5. Melyvonnea Athanasiadis & D.L.Ballantine, 4
6. Mesophyllum Me.Lemoine, 24
7. Phragmope A.Athanasiadis 1